# Obsjtina Suvorovo
Obsjtina Suvorovo (bulgariska: Община Суворово) är en kommun i Bulgarien.   Den ligger i regionen Oblast Varna, i den östra delen av landet, 400 km öster om huvudstaden Sofia. Antalet invånare är 7 544. Arean är 216 kvadratkilometer.
Terrängen i Obsjtina Suvorovo är platt åt nordväst, men åt sydost är den kuperad.
Obsjtina Suvorovo delas in i:
- Drăndar
- Nikolaevka
- Tjernevo

Följande samhällen finns i Obsjtina Suvorovo:
- Suvorovo

Trakten runt Obsjtina Suvorovo består till största delen av jordbruksmark. Runt Obsjtina Suvorovo är det ganska tätbefolkat, med 111 invånare per kvadratkilometer.